# Општина Валчеле (Ковасна)
Валчеле (рум. Vâlcele) општина је у Румунији у округу Ковасна.
Oпштина се налази на надморској висини од 666 m.